# El Sharkia Sporting Club
Maillots
Le El Sharkia Sporting Club (en arabe : نادي الشرقية الرياضي), plus couramment abrégé en El Sharkia SC, est un club égyptien de football fondé en 1961 et basé dans la ville de Zagazig.

## Histoire
Le Sharkia Sporting Club évolue à six reprises en première division égyptienne : de 1973 à 1976, puis de 1998 à 2000 puis en 2016-17.
Le club atteint les quarts de finale de la Coupe d'Égypte en l'an 2000, ce qui constitue sa meilleure performance dans cette compétition.

## Palmarès
| Compétitions nationales                                                                              |
| --- |
| - Coupe d'Égypte : - 1\4 Finaliste : 1998-99. - Championnat d'Égypte D2 (1) : - Vainqueur : 1997-98. |

## Personnalités du club

### Présidents du club
- Hamdy Marzouq